# 唯一标识符
唯一标识符（英語：unique identifier，简称UID），是一种标识符，在用于某些对象和特定目的的所有标识符中保证是唯一的。这一概念在计算机科学和信息系统发展的早期就被正式确定下来。一般来说，它与原子数据类型相关联。
在关系数据库中，实体的某些作为唯一标识符的属性称为“主键”。在数学中，集合论使用“元素索引”的概念作为唯一标识符。

## 分类
唯一标识符主要有以下几种类型， 每个对应不同的生成策略：
1. 序列号，由中央权威机构或公认的参考逐步或连续地分配。
2. 随机数，从远大于待识别对象的最大（或预期）数量的数字空间中选取。虽然并非真正唯一，但此类标识符可能适用于许多实际应用中的对象识别，并且在非正式语言中仍被称为“唯一”
  1. 哈希函数：根据所标识对象的内容，确保等效对象使用相同的唯一标识符（UID）。
  2. 随机数生成器：基于随机过程。
3. 名称或代码：通过选择分配，并通过保持中央注册库（例如电子产品代码（EPC）信息服务（英语：EPCIS））强制其唯一。
4. 名称或代码使用涉及多个（并发）唯一标识符发行者的机制进行分配，每个发行者都被分配了“全局地址空间”的互斥分区，从而保证每个发行者在每个专属地址空间分区中分配的唯一标识符具有全局唯一性。示例包括：(1) 唯一分配给设备制造商生产的每个硬件网络接口设备的媒体访问控制地址 MAC地址；(2) 使用参与GS1识别标准的制造商分配的标识符分配给产品的消费品条形码；以及 (3) 由全球法人实体识别码基金会 (Global LEI Foundation，简称GLEIF) 管理的全球法人实体识别码系统 (Global Legal Entity Identifier System，简称GLEIS) 中的某个法人实体识别码（LEI）注册机构分配给法人实体的唯一且持久的法人实体识别码（英语：Legal Entity Identifier）。

上述方法可以分层或单独组合，以创建其它保证唯一性的生成方案。在许多情况下，一个对象可能有多个唯一标识符，每个标识符都用于标识不同的用途。

## 示例
- 电子标识符连续出版物 (EISP)
- 电子产品代码（英语：Electronic Product Code） (EPC)
- 国际电子书识别码 (IEIN)
- 国际标准书号 (ISBN)
- 国民识别号码
- 亚马逊标准识别码
- 零件编号
- 无线电呼号
- 库存单位 (SKU)
- 追踪和追溯

### 公民身份证号码
许多国家的政府使用国民身份证号码来追踪其公民、永久居民和临时居民，以便他们工作、纳税、享受政府员工福利、医疗保健和其他与治理相关的职能。

### 化学
- CAS注册号
- IUPAC命名法

### 计算
- 加密哈希
- 身份关联（英语：Identity correlation）
- MAC地址
- 对象标识符 (OID)
- 组织唯一标识符 (OUI)
- 通用唯一标识符 (UUID) 或全局唯一标识符 (GUID)
- 全球端口名称（英语：World Wide Port Name）

### 经济、税收和监管
- 协调制度
- 支付卡号
- 唯一交易标识符（英语：Unique Transaction Identifier） (UTI)
- 通用产品代码

### 互联网架构和标准
- 最佳当前实践（英语：Best current practice） (BCP)
- 供您参考 (FYI)
- 互联网草案（英语：Internet Draft） (I-D)
- 互联网实验说明（英语：Internet Experiment Note） (IEN)
- 互联网标准 (STD)
- 征求意见稿 (RFC)
- 欧洲研究协会网络（英语：TERENA）（Réseaux Associés pour la Recherche Européenne，RARE）技术报告 (Technical Reports，RTR)

### 法律
- 贝茨编号（英语：Bates numbering）
- 欧洲判例法标识符（英语：European Case Law Identifier） (ECLI)
- 枪支序列号（英语：Gun serial number）
- 法人实体识别码（英语：Legal Entity Identifier） (LEI)
- Lex (统一资源名称)（英语：Lex (URN)）

### 数学出版物
- 数学评论编号
- 德国中央报数学标识符

### 研究/科学
- 档案资源密钥（英语：Archival Resource Key）[1] (ARK)，已发行 82 亿个 ARK。
- 数字对象标识符[1] (DOI)，已发布 2 亿个 DOI。
- 标识符组织网站（英语：Identifiers.org）
- ORCID（研究者和贡献者开源识别）[3]
- 史密森三项式（英语：Smithsonian trinomial）
- 系统标准名

### 运输
- 美国铁路运输报告标志
- 国际海事组织编号用于识别远洋船舶
- 国际航空运输协会机场代码
- 国际海事组织（IMO）集装箱代码，符合ISO 6346（英语：ISO 6346）标准，是国际标准化组织 (ISO) 制定的涵盖集装箱多式联运货物运输中使用的多式联运（航运）集装箱的编码、识别和标记的国际标准。
- 牌照号码
- 海上移动服务识别码 (MMSI)
- UIC车厢编号